# Schutzraum

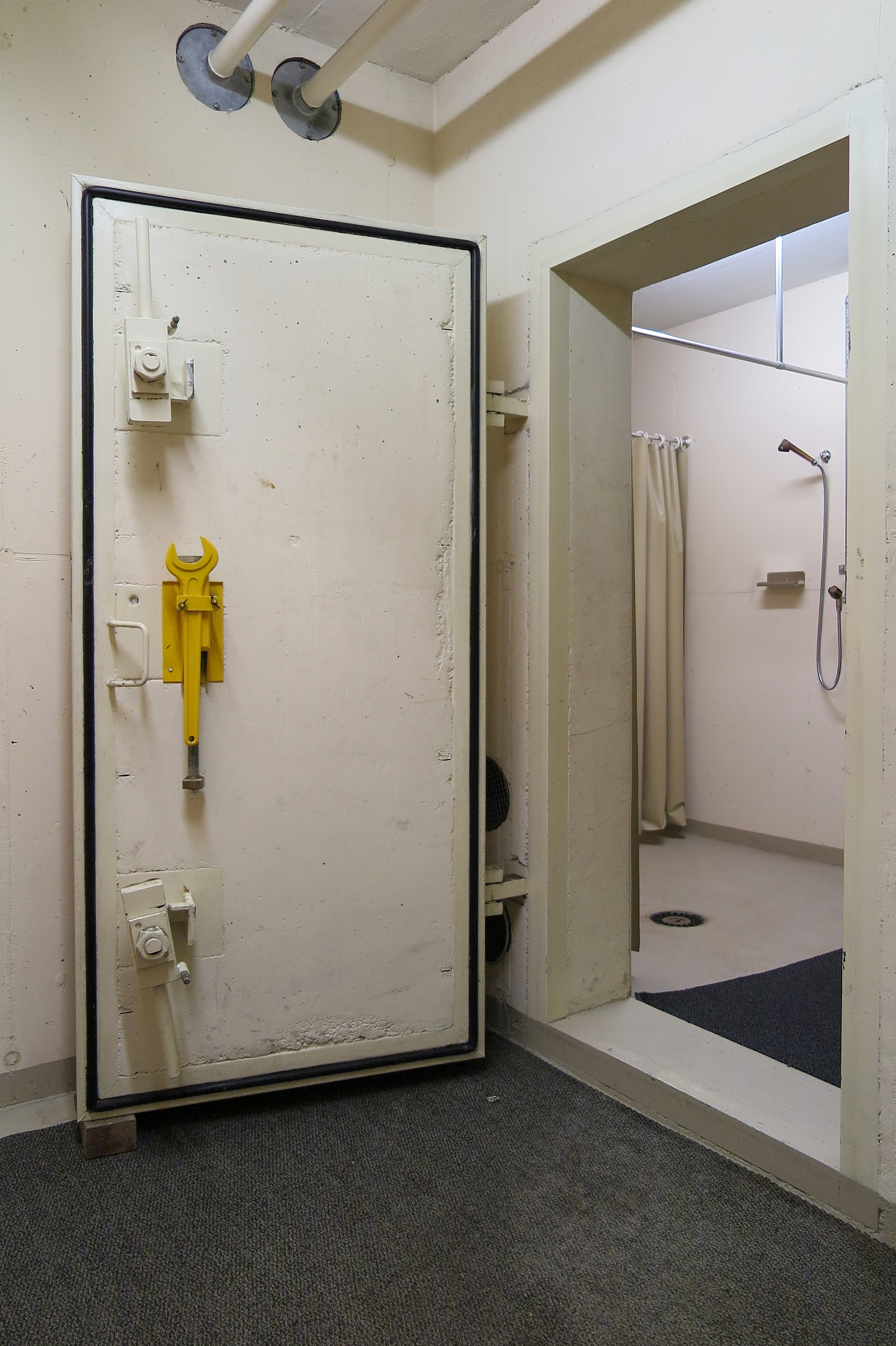
Schweizer Zivilschutzanlage

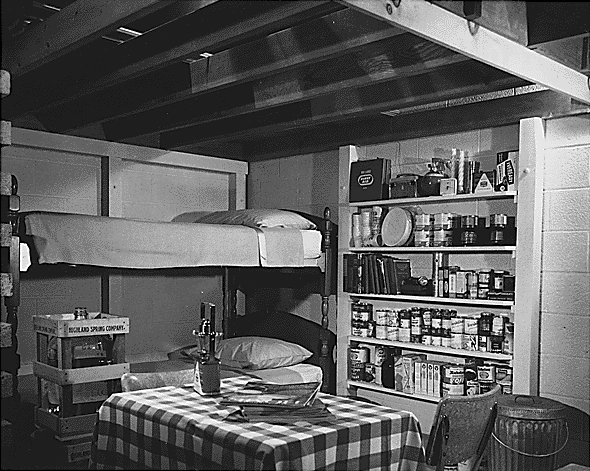
Ein US-amerikanischer Schutzraum vor radioaktivem Niederschlag während des Kalten Krieges, 1957

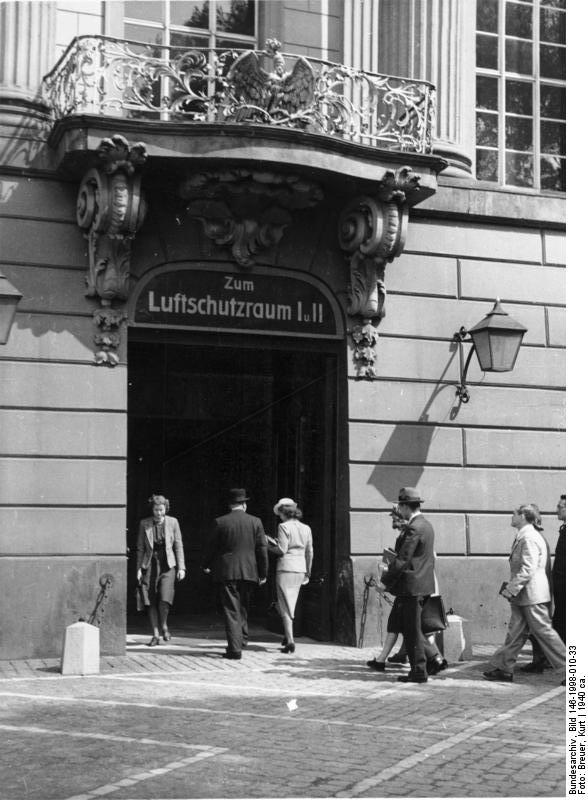
Luftschutzhinweis am Haupteingang der Universität Berlin (1940)

Ein Schutzraum ist ein gegen Einflüsse aus der Umgebung abschließbarer Sicherheitsbereich, der – im engeren Sinn – dem Schutz der Zivilbevölkerung dient und im weiteren Sinn auch in Einrichtungen existiert, in denen für Mitarbeiter gefährliche Prozesse ablaufen.

## Allgemein
Zu den Schutzräumen zählen Anlagen des Zivilschutzes wie Bunker, Luftschutzbunker und Luftschutzkeller. Ihre Schutzwirkung wird in verschiedenen Schutzklassen klassifiziert. Schutzräume des Grundschutzes schützen vor
- Thermischer Strahlung
- Brandeinwirkungen – Hitze und Rauch
- Trümmerbelastung und Splitterwirkung
- Chemischen und biologischen Verunreinigungen der Außenluft
- Rückstandsstrahlung
- Luftstoß- und Luftsogwellen

Je nach technischer Ausstattung sind Schutzräume für eine kurzfristige Unterbringung von etwa zehn Stunden oder bis zu vierzehn Tagen (Anlagen des Grundschutzes) und länger ausgelegt.
Schutzräume zur Lagerung von Kulturgut werden auch als Bergungsort oder -raum bezeichnet.
Mit Schutzräumen ausgestattet sind häufig auch Anlagen, in denen Versuche durchgeführt werden, die den Beteiligten oder der Umwelt gefährlich sein können, etwa bei Raketenprüfständen, in Umgebungen mit ionisierender Strahlung, chemisch oder biologisch gefährlichen Umgebungen.
Vom Schutzraum zu unterscheiden ist der Panikraum, der innerhalb einer Wohnung oder auch eines Schiffes gelegen ist und als Rückzugsort vor Einbrechern oder Entführern dienen soll. Er verfügt daher zumeist nur über eine besonders stabile Tür und ggf. ein gesichertes Fenster, die das Eindringen anderer (auch bewaffneter) Personen verhindern sollen.

## Anwendungen
Es gibt zivile Schutzräume und solche, die für bestimmte Umgebungen wie zum Beispiel den Bergbau oder die Industrie (z. B. Chemie, Ölindustrie) zum Einsatz kommen. Die Öl- und Gasindustrie spricht in dem Zusammenhang von Temporary Refuge (TR).

## Bergbau
Im Bergbau kommen entweder Fluchtkammern oder Schutzräume zum Einsatz, wobei von Schutzräumen die Rede ist, wenn der eigentliche Raum z. B. durch Ausbrechen schon vorhanden ist und nur durch Atemluftversorgungssysteme ausgerüstet wird. Fluchtkammern sind meist fertig ausgerüstete Container, die auch bei Bedarf noch bewegt werden können. Ein Unterscheidungskriterium ist auch die Größe. Fluchtkammern fassen meist bis 20 Personen, Räume oft über 100. Die Aufenthaltsdauer liegt üblicherweise zwischen vier und 36 Stunden.

## Tunnelbau
Auf Tunnelbaustellen kommen aufgrund der begrenzten Zahl an Personen meist mobile Fluchtkammern zum Einsatz.

## Verkehrstunnel im Betrieb

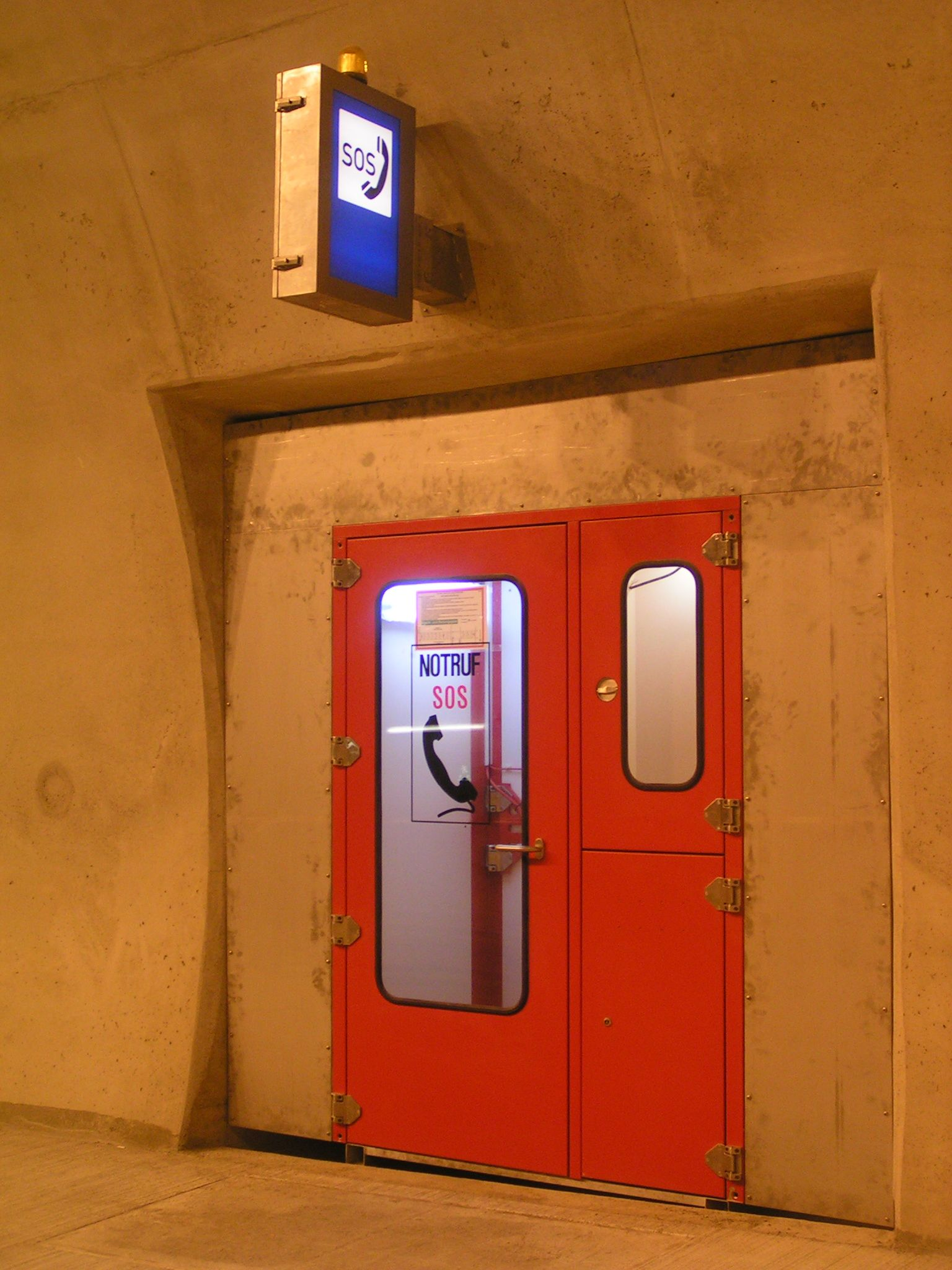
Schutzraum mit Notruftelefon im Dölzschener Tunnel der A17

Verkehrstunnel werden heutzutage meist zweiröhrig gebaut, so dass eine Flucht über Querschläge zwischen den beiden Röhren möglich ist. Bei einröhrigen Tunneln oder, wo es das Sicherheitskonzept vorschreibt, auch bei doppelröhrigen Tunneln, können zusätzlich Fluchträume vorgesehen werden, so z. B. beim Gotthard-Basistunnel. Ein wesentlicher Unterschied zu Tunneln im Bau ist die Brandlast. Diese ist bei einem Rückstau durch Pkw deutlich erhöht, so dass der thermische Einfluss auf die Eingangsbereiche der Schutzräume zu berücksichtigen ist.

## Öl- und Gasindustrie
Hier wird allgemein von Temporary Refuge (TR) gesprochen. Es handelt sich entweder um vorhandene Räume oder um Container, wobei teilweise mehrere Container zusammengefasst werden. Diese Räume werden dann mit Atemschutzsystemen ausgerüstet. Die maximale Aufenthaltsdauer liegt meist bei drei Stunden.

## Zivilschutz: Einzelne Staaten

### Deutschland

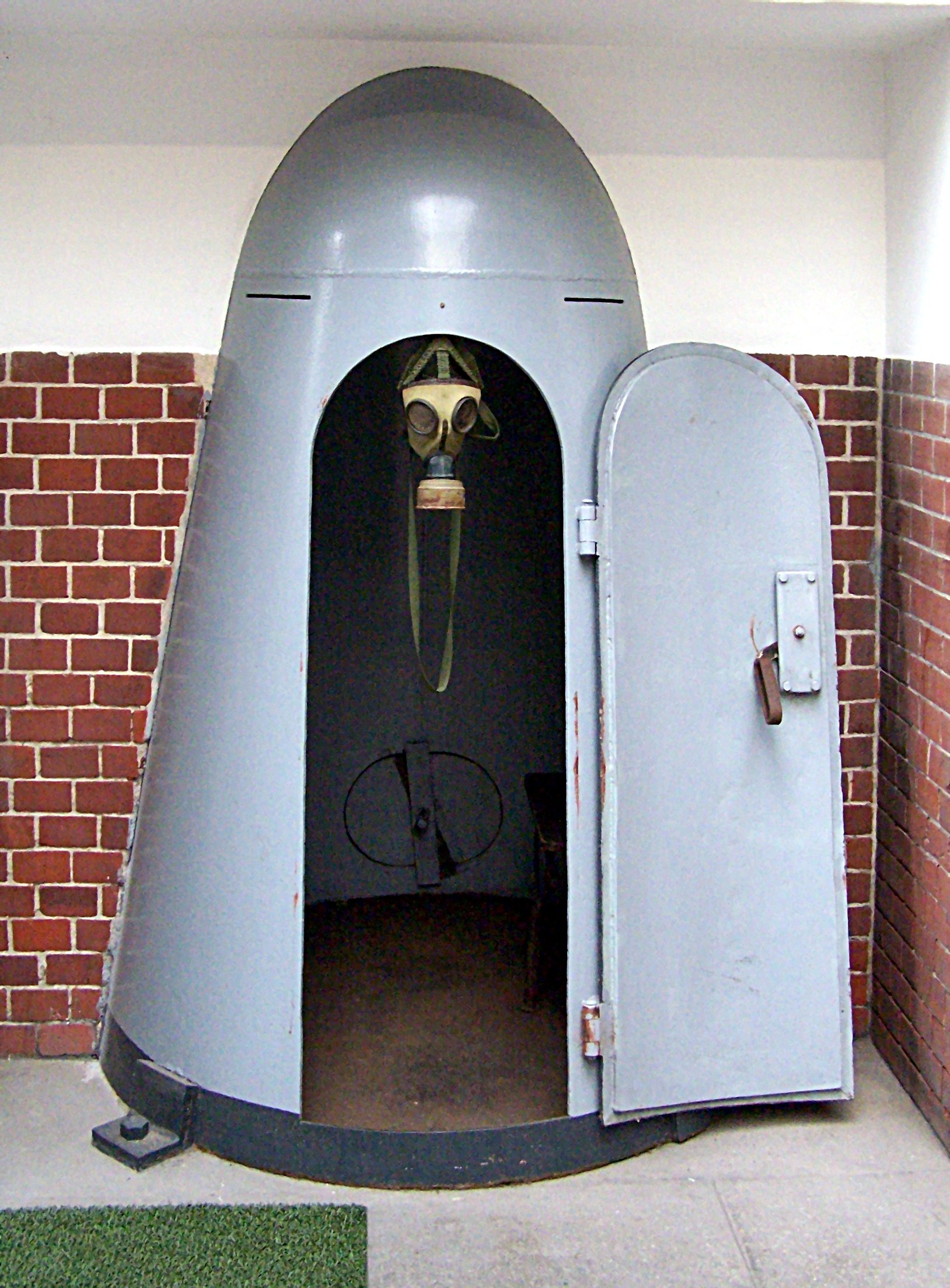
Schutzraum für den Heizer im Wasserwerk Hattersheim, welches ursprünglich mit einer Dampfmaschine betrieben wurde

In Deutschland liegen Bau und Bereitstellung von Schutzräumen laut Grundgesetz in der Gesetzgebungskompetenz des Bundes. Daraus ergibt sich aber keine Schutzbaupflicht. Ein Problem ist, dass der Bund nach Art. 73 GG ausschließlich für den Zivilschutz verantwortlich ist, alle anderen Schutzmaßnahmen, etwa gegen singuläre und örtlich begrenzte Vorkommnisse, aber in die Kompetenz der einzelnen Bundesländer fallen (Katastrophenschutz).
Ursprünglich für den Schutz gegen die atomare Bedrohung des Kalten Krieges gedacht, haben Schutzräume aber in Katastrophenfällen, wie z. B. Unwetterkatastrophen, bei Reaktor- oder Chemieunfälle ihre Berechtigung. Öffentliche Schutzräume wurden im Kalten Krieg seit den 1960er Jahren zum Beispiel im Zuge des Baus von Tiefgaragen oder U-Bahnen als so genannte Mehrzweckanlagen errichtet. Für den privaten Schutzraumbau erhielt der Bauherr vom Bund für jeden geschaffenen Schutzplatz einen Pauschalbetrag, um die Mehrkosten der Schutzraum-Zusatzausstattung aufzufangen.
Da Schutzraumbau teuer und die Schutzräume den Anforderungen an die heutigen Bedrohungslagen nach Einschätzung der Bundesregierung nicht (mehr) entsprechen, wurde er in Deutschland nach dem Ende des Kalten Krieges aufgegeben. Die Schutzraumdichte in Deutschland ist gering: In Berlin existieren nur 27.000 Schutzplätze für ca. 3,39 Millionen Einwohner. Die Bundesrepublik Deutschland hat im Mai 2007 bekannt gemacht, sich aus dem Schutzraum-Konzept zurückzuziehen und, bis auf einzelne, die bestehenden Anlagen aufzugeben. Nach § 7 Zivilschutzgesetz besteht für Schutzräume ein grundsätzliches Veränderungsverbot, das bis zur Entwidmung und Rückabwicklung der einzelnen Anlagen fortbesteht. Die Zuständigkeit für Rückabwicklung und Entwidmung obliegt der Bundesanstalt für Immobilienaufgaben.
In Deutschland gibt es Stand Februar 2024 insgesamt 579 öffentliche Schutzräume, die formell dem Zivilschutz gewidmet sind. Diese Schutzräume bieten Platz für rund 478.000 Menschen, also für rund 0,5 Prozent der Bevölkerung Deutschlands. Die größte Zahl öffentlicher Schutzräume liegt in den Bundesländern Baden-Württemberg (220) und Bayern (156). Bis auf Berlin gibt es in den neuen Bundesländern keine Schutzräume. Keiner der vorhandenen öffentlichen Schutzräume ist aktuell einsatzbereit. Eine im Auftrag des Bundesinnenministeriums durchgeführte Bestandsaufnahme durch die Bundesanstalt für Immobilienaufgaben (BImA) und das Bundesamt für Bevölkerungsschutz und Katastrophenhilfe (BBK) hat ergeben, dass die 579 öffentlichen Schutzräume grundsätzlich reaktiviert werden können. Der zeitliche und finanzielle Aufwand einer Reaktivierung hängt davon ab, welches Schutzniveau die Anlagen künftig bieten sollen. Unterschieden werden insoweit vier Schutzniveaus, vom Trümmer- und Splitterschutz bis hin zum Schutz vor radioaktiven Gefahren (CBRN-Schutz) als höchstem denkbaren Schutzniveau. 
Die Bundesregierung hat erklärt, dass viele U-Bahn-Stationen, Tiefgaragen sowie Kellerräume „einen guten Grundschutz“ böten.

### Schweiz

#### Geschichte

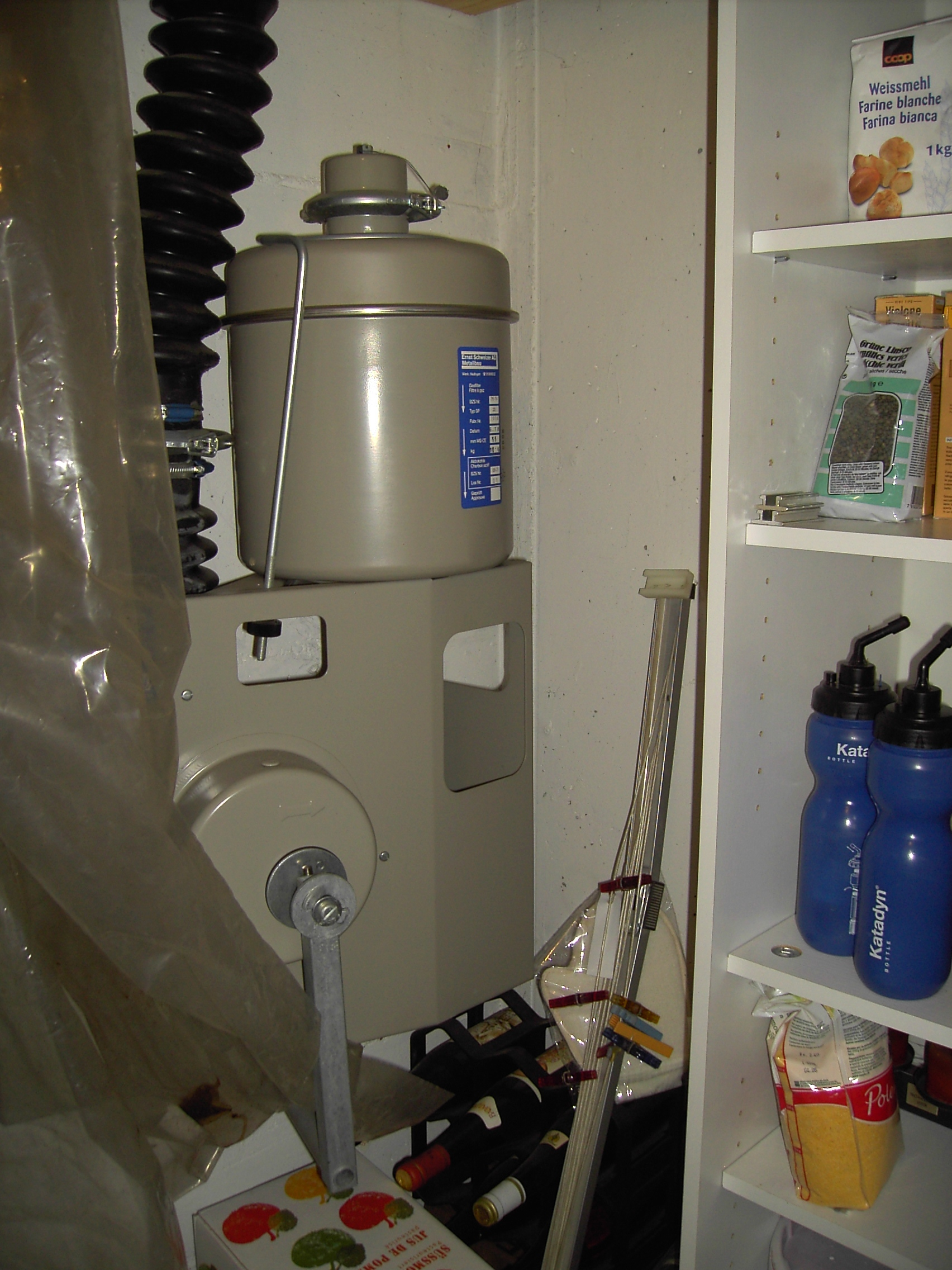
Typische Handfilterpumpe in einem privaten Schweizer Luftschutzkeller

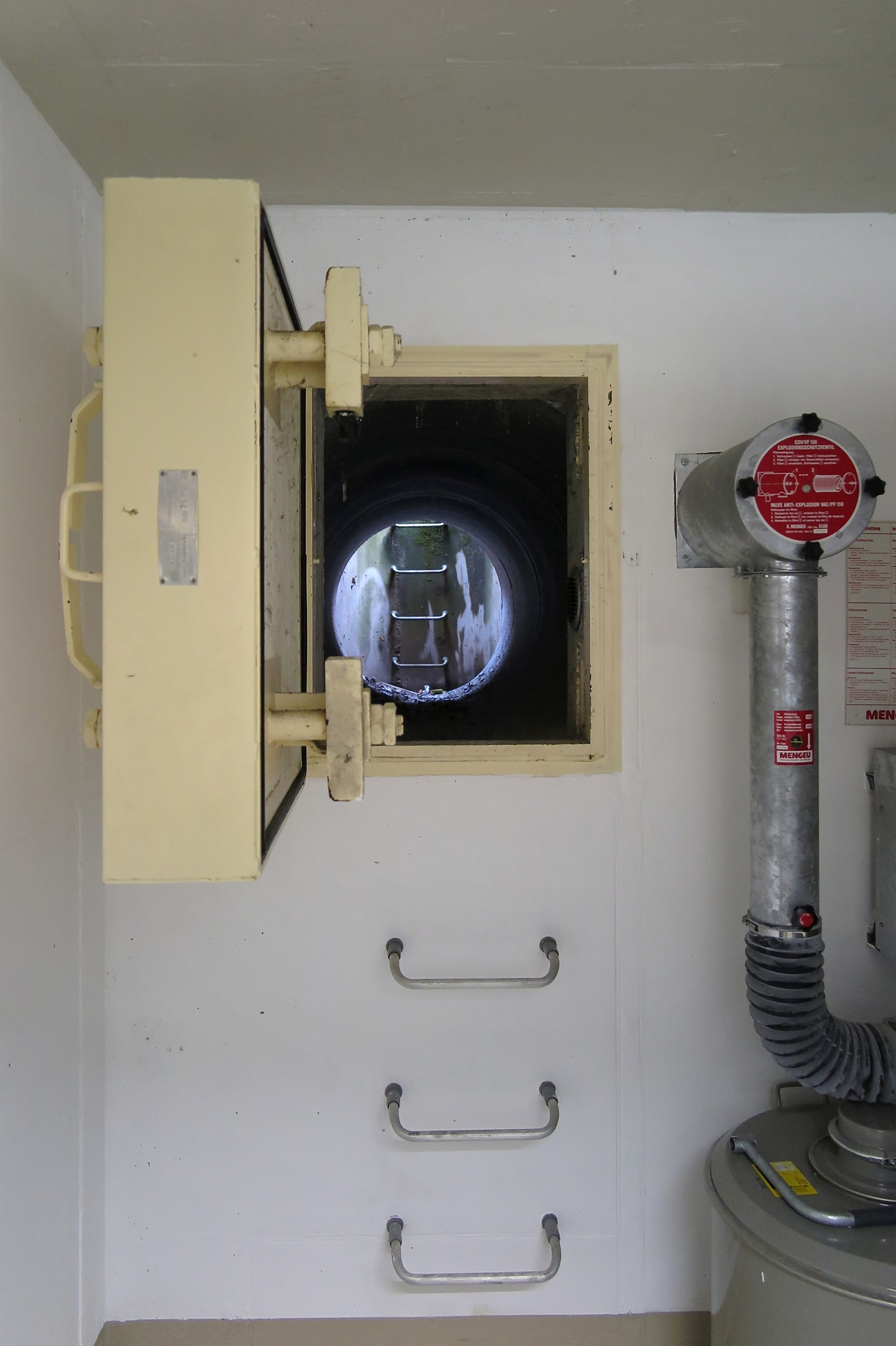
Notausgang aus Zivilschutzanlage

Als sich in den 1930er Jahren der Ausbruch des Zweiten Weltkriegs abzeichnete, forcierte die Schweiz den Bau von Luftschutzräumen. 1934 verabschiedete der Bund einen Bundesbeschluss zum Aufbau eines Luftschutzes. Ziel war es, jedem Schweizer einen Platz in einer Luftschutzanlage bieten zu können. Bis zum Ende des Zweiten Weltkrieges entstanden in der Schweiz fast 34.000 Zivilschutzanlagen. Im Kalten Krieg wurden die Zivilschutzanlagen technisch aufgerüstet, um auch vor radioaktivem Niederschlag schützen zu können. Im Bericht des Bundesrates an die Bundesversammlung über die Konzeption 1971 des Zivilschutze vom 11. August 1971 steht u. a.: «Wegen der allgemeinen, örtlich nicht begrenzbaren Bedrohung muss jedem Einwohner der Schweiz ein Schutzplatz zur Verfügung stehen.»
Des Weiteren existieren geschützte Kommandoposten für den Bevölkerungsschutz und dessen Personal und Material sowie die Vorschrift, für 0,6 Prozent der Bevölkerung sanitätsdienstlichen Schutzanlagen (Patientenplätze und Behandlungsmöglichkeiten in geschützten Spitälern) bereitzustellen. Beim Bundesamt rechnet man damit, dass ein Schutzraum in Notfall von „einige Stunden bis wenige Tage“ bezogen werden muss.
Unterirdisch bietet das einzige Zivilschutz-Museum der Schweiz in Zürich Einblick in dieses Stück Schweizer Geschichte.

#### Grundlagen
Die gesetzlichen Grundlagen für den Bau von Schutzräumen finden sich in Art. 45 ff. des Bundesgesetzes über den Bevölkerungsschutz und den Zivilschutz (BZG). Bei Neubauten müssen Zivilschutzräume eingerichtet werden (Art. 45 BZG). Kommt der Bauherr dieser Vorschrift nicht nach, hat er eine Ersatzabgabe zu entrichten, die vorrangig der Finanzierung öffentlicher Schutzräume der Gemeinden zugutekommen muss (Art. 47 Abs. 2 BZG). In vielen Schweizer Privathäusern wurden so private Luftschutzkeller eingerichtet, die mit einer Filteranlage, Betten und schwerer Stahlbetontür ausgestattet sind. Jeder Hausbesitzer mit einem Schutzraum ist für die Instandhaltung und Ausrüstung des Raumes verantwortlich. In Friedenszeiten werden diese als normale Kellerräume genutzt. Grundsätzlich muss jeder Raum innerhalb 24 Stunden voll einsatzbereit sein, was auch das Einlagern von Vorräten umfasst. Für die periodische Kontrolle aller Anlagen sind je nach Kanton oder Region der örtliche Zivilschutz, der Kanton oder private Schutzraumkontrolleure zuständig.
Ein durchschnittlicher Schutzplatz kostete in der Schweiz Ende 2024 einmalig 1500 Franken.
Außerhalb von Privathäusern gibt es Großbunkeranlagen des Zivilschutzes. In Luzern wurde etwa der Sonnenbergtunnel der A2 so ausgerüstet, dass er im Krisenfall als Luftschutzbunker für bis zu 20.000 Menschen zur Verfügung stand.
Mit Stand 2025 gibt es in der Schweiz rund 370.000 öffentliche und private Schutzräume mit insgesamt 9 Millionen Plätzen. Die Schweiz erreicht damit eine Schutzplatzquote von mehr als 100 Prozent – also mehr als 1,0 Schutzplätze für jeden Einwohner.
Ein Beinahe-Ernstfall bestand im Jahr 1986 mit dem Großbrand von Schweizerhalle. Die Basler Bevölkerung wurde aufgrund einer Gefahren-Einschätzung letztlich nicht zum Schutzraum-Bezug, sondern nur zum Verbleib in geschlossenen oberirdischen Räumlichkeiten aufgefordert. Die nachträgliche Analyse ergab, dass viele der Schutzräume aufgrund ihrer zivilen Verwendung nicht rechtzeitig bezugsbereit gewesen wären.

### Singapur/Schweden
Auch Singapur und Schweden haben eine sehr hohe Schutzraum-Dichte für ihre Bevölkerung. Diese Staaten verfügen auch über Konzepte zur Nutzung von Schutzbauwerken in Zeiten, in denen sie ihre Schutzfunktion nicht erfüllen müssen. Die örtlichen Verwaltungen vermieten die Räume an Vereine, Clubs und Jugendgruppen oder als Lagerräume.

### Israel
Israel verfügt aufgrund der Gefahr durch Raketenangriffe im Rahmen des Nahostkonfliktes über rund eine Million Schutzräume (Merhav Mugan) für seine knapp über 9 Mio. Einwohner zählende Bevölkerung. In manchen Landesteilen muss, aufgrund der geringen Vorwarnzeit, bei Ertönen der Alarmsirenen innerhalb von 15 Sekunden ein Schutzraum erreichbar sein. Die Schutzräume befinden sich dabei sowohl in oder unter privaten als auch öffentlichen Gebäuden. Seit 1991 ist der Einbau von Schutzräumen beim Neubau von Gebäuden vorgeschrieben. Auch in Israel werden viele Schutzräume bei niedriger Bedrohungslage zivil genutzt oder sind sowieso gänzlich in die Gebäudearchitektur integriert. So ist bspw. der gesamte Bahnhof des Ortes Sderot nahe dem Gazastreifen so gebaut, dass die Reisenden vor Raketentreffern geschützt sind.

## Private Schutzräume
Im Zuge der verstärkten Krisenwahrnehmung durch Prepping, soziale Polarisierung und Klimafolgen zeichnete sich in vergangenen Jahren ein internationaler Trend zur Errichtung privater Schutzräume in den Vereinigten Staaten und anderswo ab, der gelegentlich als „Bunkerisierung“ (Bunkerization) bezeichnet wird. Robert Kirsch (ASU, CAPAS) sieht darin den Versuch, Normalität und Alltagsleben fortzuführen, sozialen Status zu bewahren, eine Vermischung ökonomischer und ideologischer Motive, sowie eine Verwurzelung im Neoliberalismus.

## Technik
Ein Schutzraum besteht immer aus einer Hülle und der dazugehörigen Technik wie Beleuchtung und lebenserhaltende Systeme.

### Hülle
Die Hülle hat die Aufgabe, die Personen vor Umwelteinflüssen zu schützen. Dies kann Kontamination, aber auch Druckwellen oder Hitze sein.

#### Kontaminationsschutz
Zum Schutz vor Umgebungskontamination wie z. B. Partikel (Rauch) oder Gase (CO, H₂S …) soll die Hülle inklusive Türen oder Durchführungen gasdicht sein.

#### Thermischer Schutz
Die Hülle inklusive aller Durchführungen soll hitzebeständig sein. Hierbei reicht aber nicht der Erhalt der Struktur des Bauwerkes als solches, sondern es muss sichergestellt werden, dass die Personen im Inneren des Raumes nicht zu Schaden kommen (z. B. durch unzulässige Erwärmung der Luft). Auch die technischen Einrichtungen dürfen nicht beschädigt werden.

#### Schutz vor Druckwellen
Die Hülle inklusive aller Durchführungen soll einer Druckwelle widerstehen. Hierbei reicht aber nicht der Erhalt der Struktur des Bauwerkes als solches, sondern es muss sichergestellt werden, dass die Personen im Inneren des Raumes nicht zu Schaden kommen (z. B. durch Fortpflanzung der Druckwelle im Inneren bei flexiblen Wänden oder Übertragung des Schocks auf das Innere durch starre Bauteile). Auch die technischen Einrichtungen dürfen nicht beschädigt werden.

### Ausrüstung
Zur Ausrüstung gehören Einrichtungen wie Sitze, WCs und Beleuchtung, aber auch lebenserhaltende Systeme wie Klimaanlagen.

## Lebenserhaltende Systeme

### Klimaanlage
Da der menschliche Körper sich nur über das Schwitzen abkühlen kann, muss das Raumklima geregelt werden in Bezug auf Temperatur und Feuchtigkeit. Bei hoher Luftfeuchtigkeit versagt die natürliche Temperaturregelung des Körpers, so dass es schon bei geringen Temperaturen zum Kollaps kommen kann.

### Atemluftversorgungssysteme
Es wird zwischen Isolierschutz und umgebungsabhängigen Systemen unterschieden. Umgebungsabhängige Systeme sind z. B. Filtersysteme, welche Umgebungsluft aufbereiten. Isolierschutz ist komplett unabhängig und speist sich entweder aus Atemluftflaschen oder funktioniert als Regenerationssystem.
Wenn sich Personen in einem geschlossenen Raum aufhalten, reichern sie die Luft mit CO2 an und verbrauchen Sauerstoff. Bereits bevor es zu Beeinträchtigungen durch Sauerstoffmangel kommt, führt der gestiegene Gehalt an CO2 zu Vergiftungserscheinungen, da CO2 die Regulierung der Atmung beeinträchtigt.

### Isolierschutz: Spülluftsystem
Beim Spülluftsystem wird Atemluft aus Hochdruckspeicherflaschen in den Raum dosiert. Hierdurch wird für einen konstanten Luftaustausch gesorgt. Die Luft verlässt den Raum durch ein Raumüberdruckventil, so dass Schadgase sowie durch die Insassen selbst erzeugtes CO2 konstant ausgespült werden und Sauerstoff mit der Atemluft wieder in die Raumatmosphäre gelangt. Gleichzeitig wird ein erwünschter, leichter Raumüberdruck erreicht. Dadurch wird das Eindringen von Schadgasen in den Raum vermieden.

### Isolierschutz: Regenerationssystem
Beim Regenerationssystem wird die im Raum befindliche Luft konstant aufbereitet. Durch CO2-Absorptionsanlagen wird das ab bestimmten Konzentrationen toxisch wirkende Gas gebunden. Sauerstoff wird aus Hochdruckflaschen oder Chloratkerzen zudosiert. Ein Überdruck im Raum stellt sich hier nicht zwangsläufig ein. Hierfür ist das System durch eine Überdruckhaltung, welche sich aus zusätzlichen Atemluftflaschen speist, zu ergänzen.

### Umgebungsluftabhängig: Filtersystem
Filtersysteme saugen über Ventilatoren Umgebungsluft an und filtern Schadstoffe heraus. Wie beim Spülluftsystem verlässt die Luft den Raum über ein Raumüberdruckventil, so dass ein konstanter Austausch gewährleistet ist und sich ein gewünschter Raumüberdruck einstellt. Der Vorteil liegt in den Anlagenkosten. Nachteilig ist, dass Filter nicht bei allen Gasen wirken und es das Risiko von Filterdurchbrüchen gibt. Wenn die Art der Kontamination im Vorfeld bekannt ist (z. B. H₂S bei Raffinerien), sind Filteranlagen ein möglicher Weg. Bei Brandgasen sind sie aufgrund fehlender Vorhersagemöglichkeiten bezüglich der Gaszusammensetzung nicht vorzusehen. Auch bei kompletter Abwesenheit von Sauerstoff in der Umgebungsluft funktionieren Filtersysteme nicht.